# Polygala bonariensis
Polygala bonariensis är en jungfrulinsväxtart som beskrevs av Grondona. Polygala bonariensis ingår i släktet jungfrulinssläktet, och familjen jungfrulinsväxter. Inga underarter finns listade i Catalogue of Life.